# Epitrichius fraterculus
Epitrichius fraterculus är en skalbaggsart som beskrevs av Moser 1901. Epitrichius fraterculus ingår i släktet Epitrichius och familjen Cetoniidae. Inga underarter finns listade i Catalogue of Life.